# EM-11 Orka
EM-11 Orka – polski dwusilnikowy samolot skonstruowany przez Margański & Mysłowski Zakłady Lotnicze według projektu Edwarda Margańskiego.

## Historia
Pierwszy prototyp Orki został oblatany 8 sierpnia 2003 roku (nr fabryczny P-22 zarejestrowany jako SP-YEN). Nie miał jeszcze chowanego podwozia i wyposażony był w silniki Rotax 912. Kolejnym prototypem był EM-11C (nr fabryczny P-24 zarejestrowany jako SP-YEP), który oblatatał w 2006 roku Wiesław Cena.
8 kwietnia 2011r. samolot otrzymał Certyfikat Typu o numerze EASA A.115. Do momentu uzyskania certyfikatu wyprodukowano 5 egzemplarzy samolotu o następujących numerach rejestracyjnych:
SP-YEN, SP-YEP, SP-MEO, SP-MIM oraz SP-MAR. Planowane jest produkowanie samolotu w różnych wersjach – szkoleniowa, patrolowa, turystyczne, towarowa, oraz jako amfibia.

## Opis konstrukcji
Samolot typu górnopłat, z chowanym podwoziem, napędzany dwoma tłokowymi silnikami pchającymi – Lycoming IO-320 / LIO-320 o mocy 160KM każdy z 3-łopatowymi smigłami typu „constant speed”. Samolot posiada czteroosobową kabinę i luk bagażowy. EM-11 jest przystosowany do lotów VFR w dzień i w nocy, w przyszłości planowane jest także przystosowanie samolotu do lotów IFR.

## Incydent z udziałem EM-11C Orka
W dniu 6 lipca 2012 samolot EM-11C Orka o znakach rejestracyjnych SP-MAR podczas wykonywania lotu demonstracyjnego wylądowała awaryjnie bez podwozia w miejscowości Łodygowice k/Żywca.

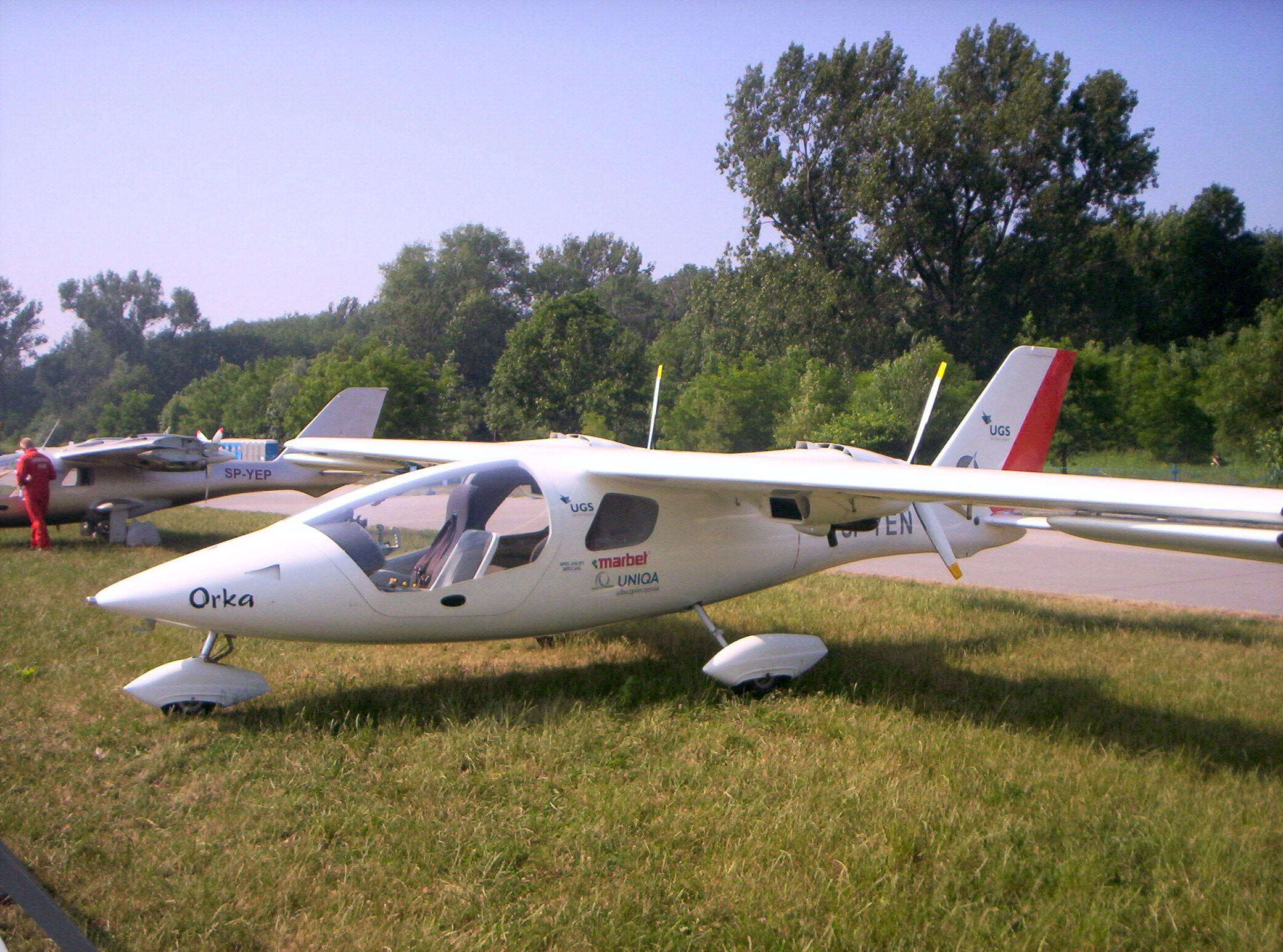
Pierwszy prototyp SP-YEN
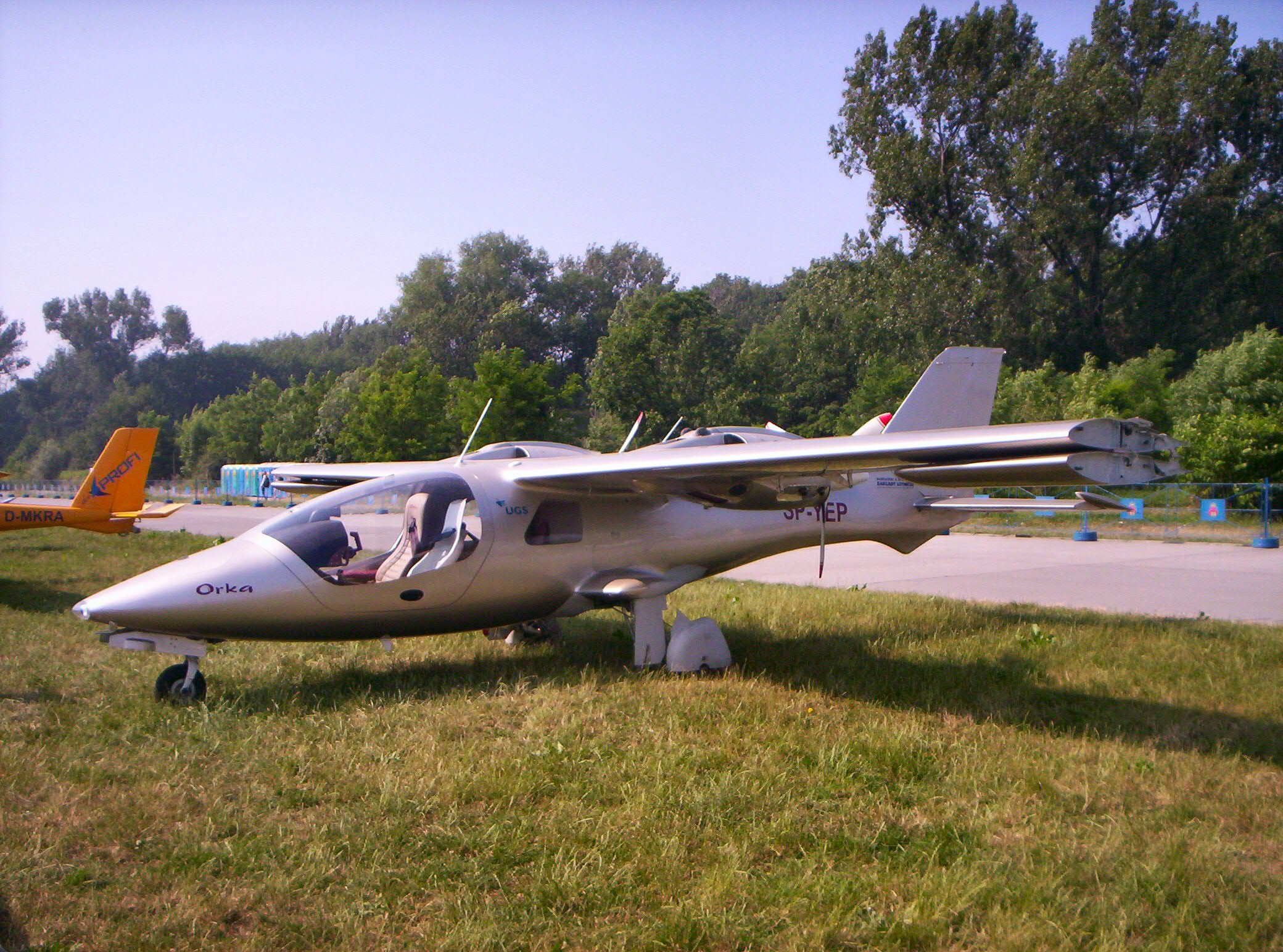
EM-11C Orka SP-YEP
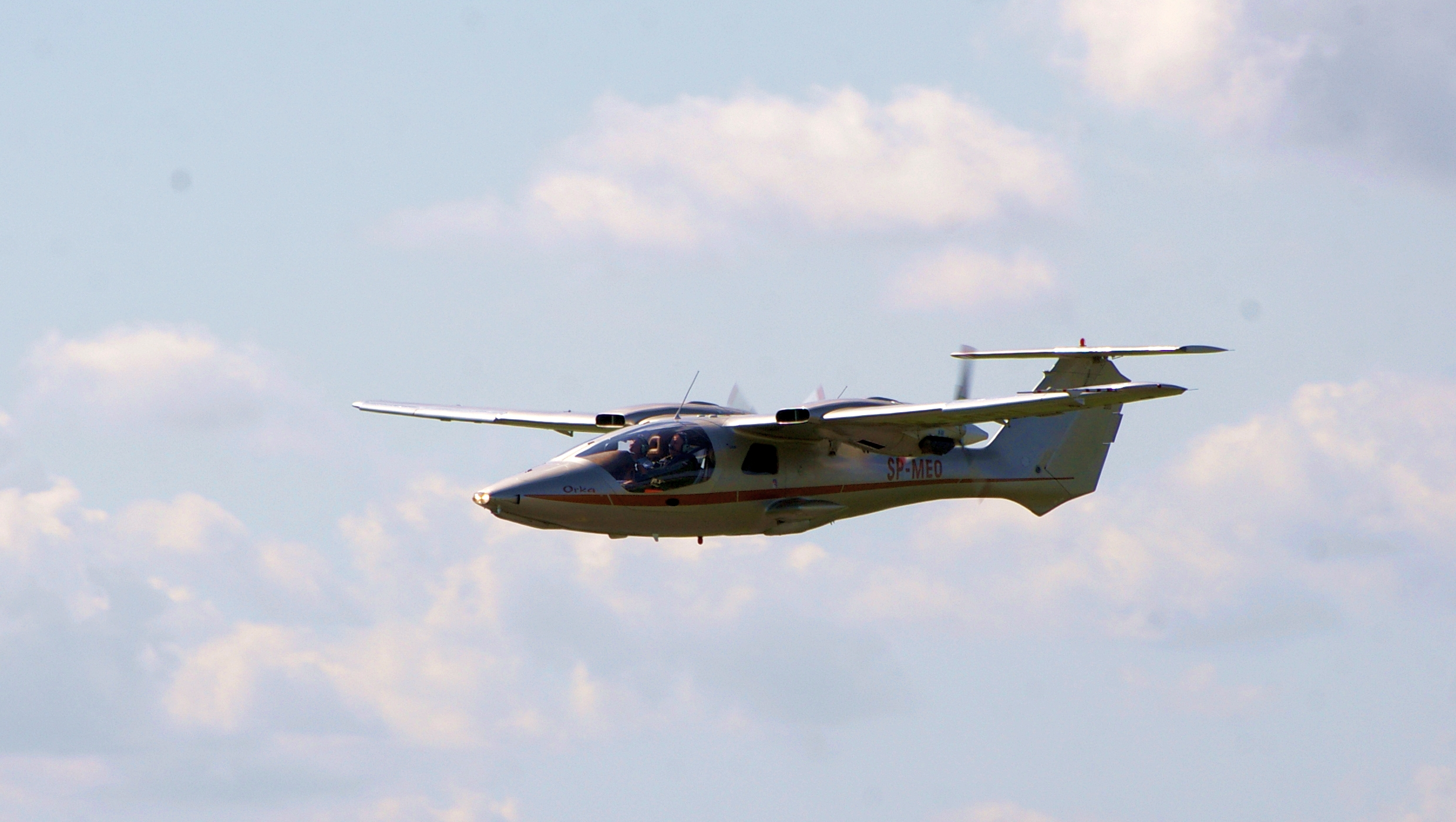
Samolot SP-MEO na pokazach w Radomiu w 2009
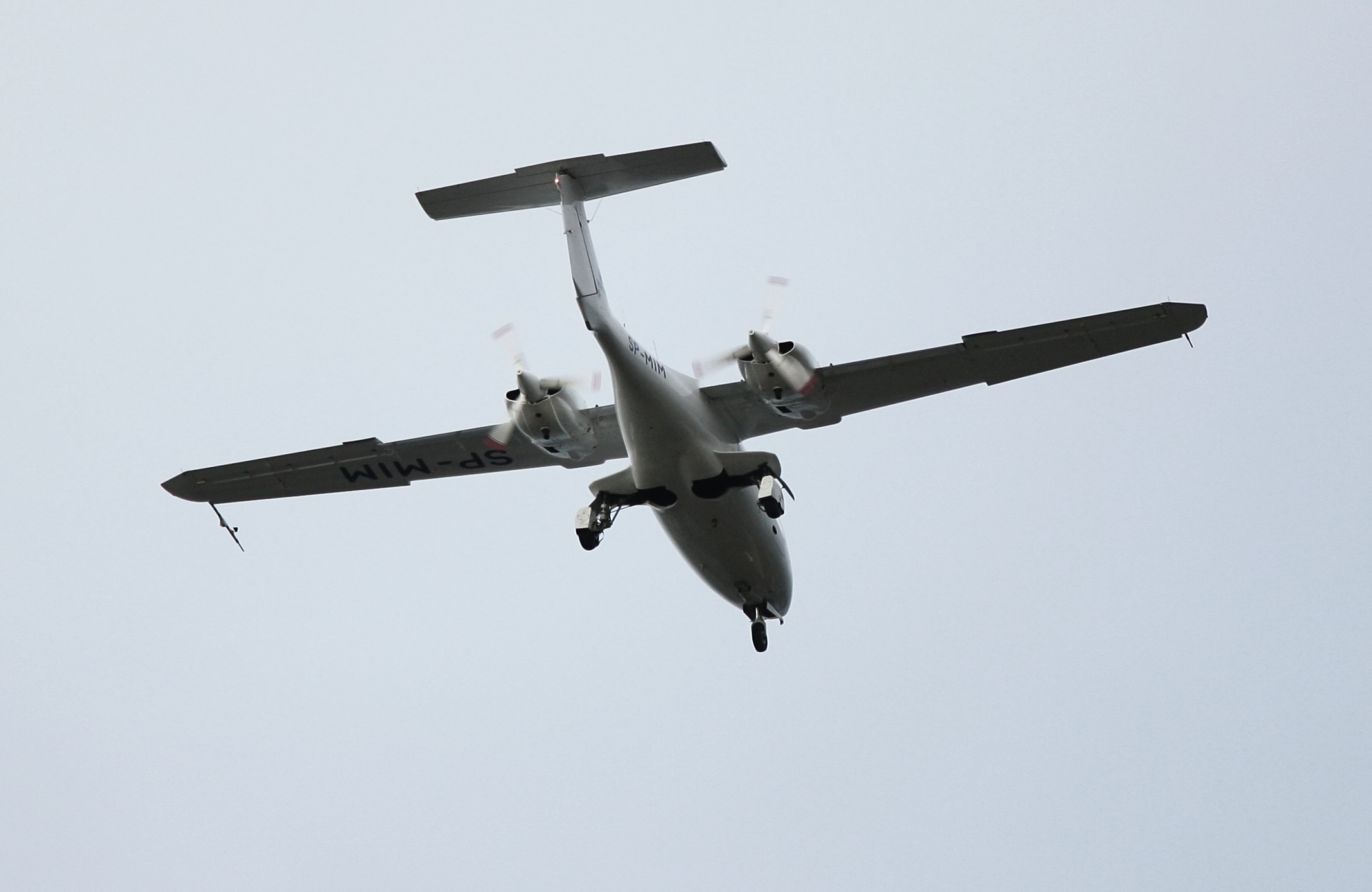
SP-MIM na Małopolskim Pikniku Lotniczym w 2010
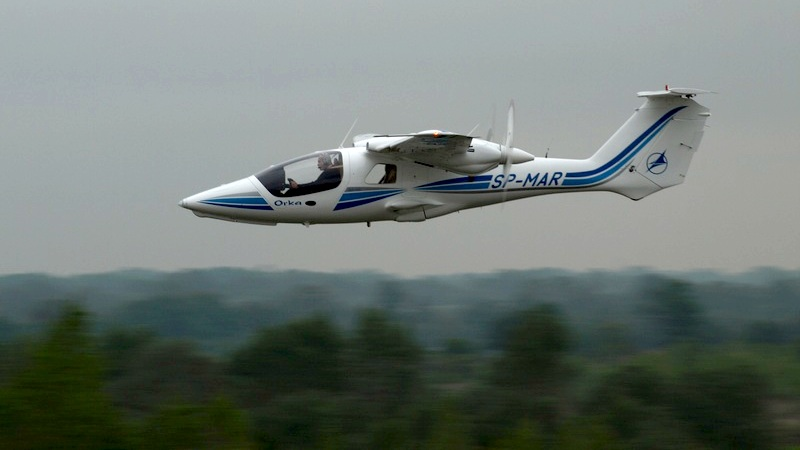
EM-11C Orka SP-MAR nad lotniskiem w Kaniowie